# Křemenitá
Křemenitá (německy Griesbach) je zaniklá obec, součást obce Tatrovice v okrese Sokolov v Karlovarském kraji. Nachází se na jihozápadních úbočích Krušných hor nad obcí Vřesová.
Křemenitá je také název katastrálního území o rozloze 2,723 km².

## Historie
První písemná zmínka o vesnici pochází z roku 1516, kdy ves, jež tehdy patřila k hradu v Lokti, Mikuláš Šlik prodal. Vlastníci se měnili, roku 1719 přešla spolu s lipnickým panstvím do majetku města Loket. Na počátku 18. století patřila krátce sokolovským Nosticům. Největší rozkvět vesnice spadá do přelomu 18. a 19. století, kdy se zde začaly stavět hrázděné usedlosti. Topograf Sommer uvádí, že na katastru Křemenité stály dvě kaple. Roku 1878 získala obec samostatnost, součástí okresu Sokolov se stala v roce 1949. Český název Křemenitá dostala obec v roce 1948.
Po druhé světové válce a odsunu německého obyvatelstva se obec už nikdy nepodařilo plně dosídlit a jako obec Křemenitá, či jako část obce Tatrovice zanikla. Z původních hrázděných a roubených domů se žádné nedochovaly. Zaniklá obec se stala jen součástí obce Tatrovice jako místní název. Později zde byly postaveny rekreační objekty a torzo bývalé obce začalo sloužit k rekreačním účelům.

## Obyvatelstvo
Při sčítání lidu v roce 1921 zde žilo 93 obyvatel, všichni německé národnosti. Všichni obyvatelé se hlásili k římskokatolické církvi.
| Rok            | 1869 | 1880 | 1890 | 1900 | 1910 | 1921 | 1930 | 1950 | 1961 | 1970 | 1980 | 1991 | 2001 | 2011 |
| -------------- | ---- | ---- | ---- | ---- | ---- | ---- | ---- | ---- | ---- | ---- | ---- | ---- | ---- | ---- |
| Počet obyvatel | 97   | 80   | 79   | 89   | 95   | 93   | 94   | 12   | 8    | 5    | -    | -    | 1    | 15   |
| Počet domů     | 17   | 17   | 18   | 19   | 20   | 21   | 19   | 20   | -    | 2    | -    | -    | 6    | 7    |

## Pamětihodnosti
- Pomník obětem první světové války[7]
- Kamenný rozcestník s německým nápisem über Kührberg nach Graslitc (česky přes Mezihorskou do Kraslic) na jedné straně a über Dotterwies nach Neudeck (česky přes Tatrovice do Nejdku) na straně opačné.[8]